# Drpe
Drpe (cyr. Дрпе) – wieś w Czarnogórze, w gminie Kolašin. W 2011 roku liczyła 57 mieszkańców.